# Billy McKinlay
William Alexander "Billy" McKinlay (født 22. april 1969 i Glasgow, Skotland) er en tidligere skotsk fodboldspiller, der spillede som midtbanespiller. Han var på klubplan primært tilknyttet Dundee United i hjemlandet, samt engelske Blackburn Rovers og Leicester City.
McKinlay blev desuden noteret for 29 kampe og fire scoringer for Skotlands landshold. Han deltog ved EM i 1996 og VM i 1998.
Skotten er nu førsteholdstræner i Fulham F.C..

## Titler
Skotsk Liga Cup
- 1994 med Dundee United